# Prismatopus goldsboroughi
Prismatopus goldsboroughi is een krabbensoort uit de familie van de Majidae. De wetenschappelijke naam van de soort is voor het eerst geldig gepubliceerd in 1906 door Rathbun.